# Falsozeargyra
Falsozeargyra is een kevergeslacht uit de familie van de boktorren (Cerambycidae). De wetenschappelijke naam van het geslacht werd voor het eerst geldig gepubliceerd in 1963 door Gilmour & Breuning.

## Soorten
Falsozeargyra is monotypisch en omvat slechts de volgende soort:
- Falsozeargyra wegneri Breuning, 1963